# AJS Model 6-serie
De AJS Model 6-serie was een serie sportmotorfietsen die het Britse merk AJS produceerde van 1925 tot 1935.

## Voorgeschiedenis
AJS was haar productie in 1910 begonnen met de Modellen A en B. Het Model A was aanvankelijk het spaarmodel zonder versnellingsbak. Het Model B was het sportmodel met twee versnellingen dat ook in de dat ook in de Junior TT van 1911 werd ingezet. De productie van het Model A eindigde in 1912, maar het Model B bleef in verschillende uitvoeringen in productie en werd als "TT Model" zeer succesvol in de TT van Man van 1920, 1921 en 1922. In 1924 leverde AJS vier uitvoeringen van de machine: Het zijklep-toermodel B1, de kopklep-sportmodellen B3 en B4 en het zijklep-sportmodel B5. Al deze modellen hadden inmiddels drie versnellingen, maar het Model B5 had als enige nog een velgrem in het voorwiel, terwijl de andere modellen al trommelremmen hadden. 

## Jaren twintig
In de jaren twintig ontwikkelde ontwikkelde AJS de 350cc-kopkleppers door. Wijzigingen waren er aanvankelijk slechts mondjesmaat, maar juist toen het bedrijf aan het einde van het decennium in moeilijkheden kwam, nam het een vlucht naar voren en vonden grote wijzigingen plaats.

### Model 6-serie
| Het AJS TT Model kreeg in 1922 een zeer grote uitlaatpoort, meer dan 5 cm in diameter. De machine kreeg de onofficiële bijnaam "Big Port". Die naam bleef behouden toen het Model B3 het TT Model in 1924 opvolgde, en ook de opvolgers van het Model B3 behielden deze bijnaam. Dat waren de machines uit de AJS Model 6-serie en de AJS Model 7-serie. |

In 1925 veranderde er niet zo zeer iets aan de motorfietsen, maar wel aan de type-aanduiding. AJS introduceerde een jaarlijkse wijziging waarbij letters werden gebruikt. In 1925 was dat de letter "E", gevolgd door het typenummer. Het AJS Model B werd zo AJS Model E3. Het Model B1 werd AJS Model E4, het Model B3 werd AJS Model E7, het Model B5 werd AJS Model E5 en het Model B4 werd AJS Model E6. In de volgende jaren bleven de cijfers gelijk, maar de letters veranderden: in 1926 G, in 1927 H, in 1928 K, in 1929 M, in 1930 R, in 1931 S en in 1932 T.

#### Model E6 1925
In 1925 produceerde AJS vier 350cc-sportmodellen. Het Model E4 was een luxe-model met een zijklepmotor dat 57 pond kostte. Het Model E5 was het standaard sportmodel met zijklepmotor dat 49 pond en tien shilling kostte, het Model E7 was een echte wegracer met kopklepmotor waarvan de prijs afhing van de wensen van de klant en het Model E6 was daar de straatlegale versie van. Het kostte 60 pond. Voor alle modellen gold dat voor en Lucas-elektrische lichtinstallatie 10 pond moest worden bijbetaald. Het Model E6 had feitelijk het blok van het TT Model van begin jaren twintig. Het was een kopklepper met stoterstangen waarbij de inlaatnokkenas achter- en de uitlaatnokkenas voor de cilinder lag. De cilinderkop was met een enkele beugel aan het carter bevestigd. Twee metalen platen droegen de tuimelaars. Voor het blok lag de Lucas-ontstekingsmagneet, aangedreven door een kettinkje vanaf de uitlaatnokkenas. De opbouw van het rijwielgedeelte was gelijk aan die van het AJS Model E4-zijklepmodel, met een parallellogramvork aan de voorkant en een star achterframe. Beide wielen hadden trommelremmen. De spatborden waren veel smaller en dus ook lichter. Het achterwiel was snel uitneembaar. De machine had een drieversnellingsbak met kickstarter. Ze werd uitgebracht als "3½HP-Model". De voorganger Model B3 werd nog als 2¾HP-Model gevoerd.

#### Model G6 1926
Het Model G6 onderging enkele kleine wijzigingen. Klanten konden tegen extra betaling een oliepompje bestellen. Dat werd door de uitlaatnokkenas aangedreven en was slechts een aanvulling op de total loss-handsmering. Die bleef behouden en de olie werd ook niet teruggevoerd naar de tank, zoals bij het latere dry-sumpsysteem.

#### Model H6 1927
Bij het Model H6 uit 1927 werd de bediening van de koppeling gewijzigd . Ook kreeg de machine nu een Amal-carburateur. Dat was logisch, want de eerdere leveranciers Amac en Binks waren samen met Brown & Barlow samengesmolten tot AMALgamated carburettors. Verder waren er voor zover bekend geen wijzigingen. Het was het laatste jaar dat de cilinderkop met een beugel op zijn plaats werd gehouden. 

#### Modellen K6 en KR6 1928
Bij het Model K6 uit 1928 was een Bramton-parallellogramvork toegepast. De klembeugel over de cilinderkop was verdwenen omdat er nu kopbouten waren gebruikt. Het kleppenmechanisme kreeg aluminium tuimelaars in plaats van de eerdere stalen exemplaren. Het was het laatste jaar dat de flattank werd toegepast. Het Model KR6 was een pure racer die aan het einde van het seizoen werd ontwikkeld toen bleek dat het AJS Model K7 niet voldoende doorontwikkeld was. Het probleem zat in de kleptiming van de machine, die een bovenliggende nokkenas had maar waarin men dezelfde timing als bij de stoterstangmodellen had gebruikt.

#### Modellen M6 en MR6 1929
In 1929 ging het erg slecht met AJS. Voor het derde jaar op rij kon men geen dividend uitkeren en de Midlands Bank besloot de lopende lening te beëindigen. Die lening kon worden afbetaald, maar AJS hield nauwelijks werkkapitaal over. Om te overleven moesten alle modellen worden gemoderniseerd, om te beginnen met de zadeltank die al in 1924 door Howard Davies was uitgevonden en die snel opgang deed. Het Model M6 werd op twintig punten gewijzigd en kreeg ook zo'n tank, maar niet het bijpassende frame. De parallellogramvork werd gewijzigd en de motor kreeg nu eindelijk zijn dry-sump smeersysteem, met een olietank onder het zadel. De machine had een nieuw sportief "Semi-TT"-stuur. Ook de motor werd vernieuwd, het hele kleppenmechanisme inclusief de stoterstangen werden ingekapseld. Er kwamen zelfs twee versies met verschillende uitlaatsystemen: het oude "big port"-systeem en een "twin port"-systeem met twee uitlaatpoorten en twee uitlaten. De machine had nog steeds een close ratio-versnellingsbak, maar rijders die uitsluitend op de weg reden konden ook een "wide ratio"-bak bestellen. Voor een Smiths-snelheidsmeter en een stuurdemper moest extra worden betaald. Het Model MR6 was de logische voortzetting van het uit nood geboren Model KR6. Het was in grote lijnen gelijk aan het Model M6, maar veel meer op racen toegespitst. Het was lichter door het ontbreken van een bagagedrager en de voorwielstandaard. Het gereedschapstasje zat op de tank. De achterwielnaaf en de trommelrem waren lichter. De koper kreeg twee zuigers: een voor een hoge compressie in races, een voor een lagere compressie op de weg. De machine werd uitsluitend met close ratio-bak geleverd en had speciale banden, met groeven in het voorwiel en noppen op het achterwiel. 

#### Afbeeldingen jaren twintig

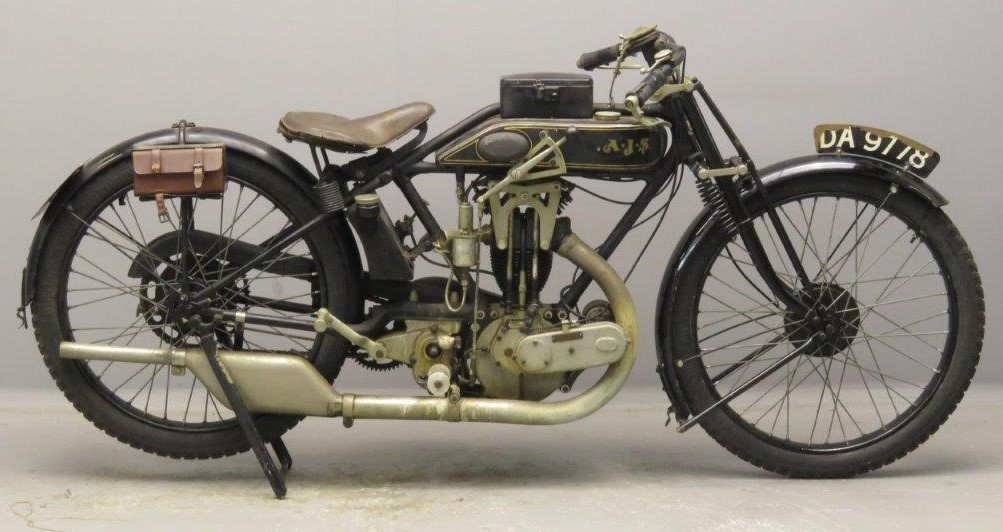
AJS Model E6 uit 1925. Het is zo licht mogelijk gebouwd, dus zonder bagagedrager (die wel leverbaar was). Daarom hangen de gereedschapstasjes aan het achterspatbord. De rijder heeft een extra tasje op de tank, dat als kussentje dient als hij in "racehouding" zit.
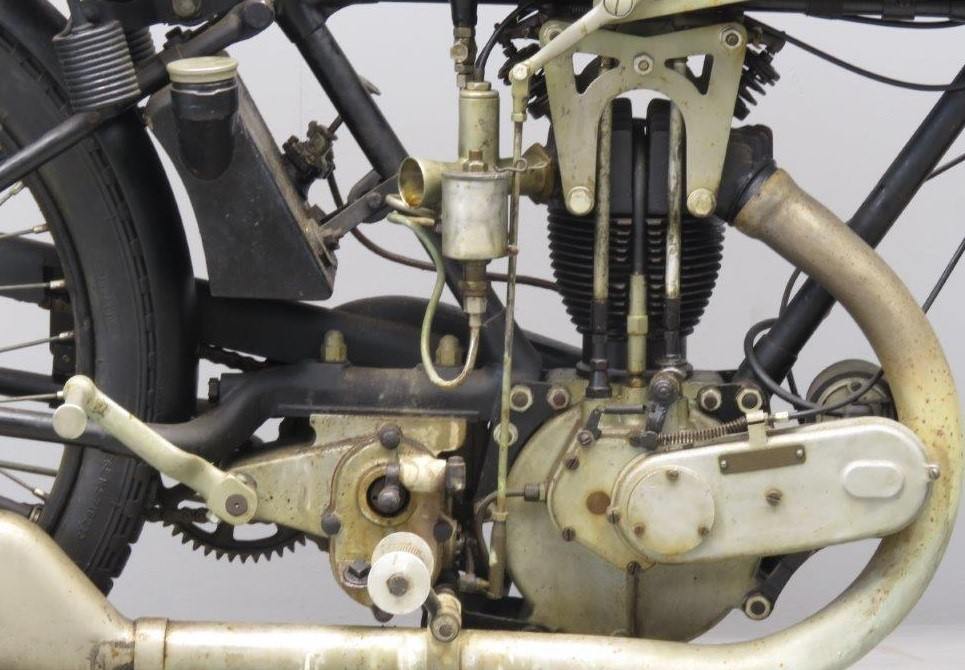
Aan de rechterkant het kettinkje voor de aandrijving van de ontstekingsmagneet, de Amac-carburateur, de versnellingsbak en de kickstarter
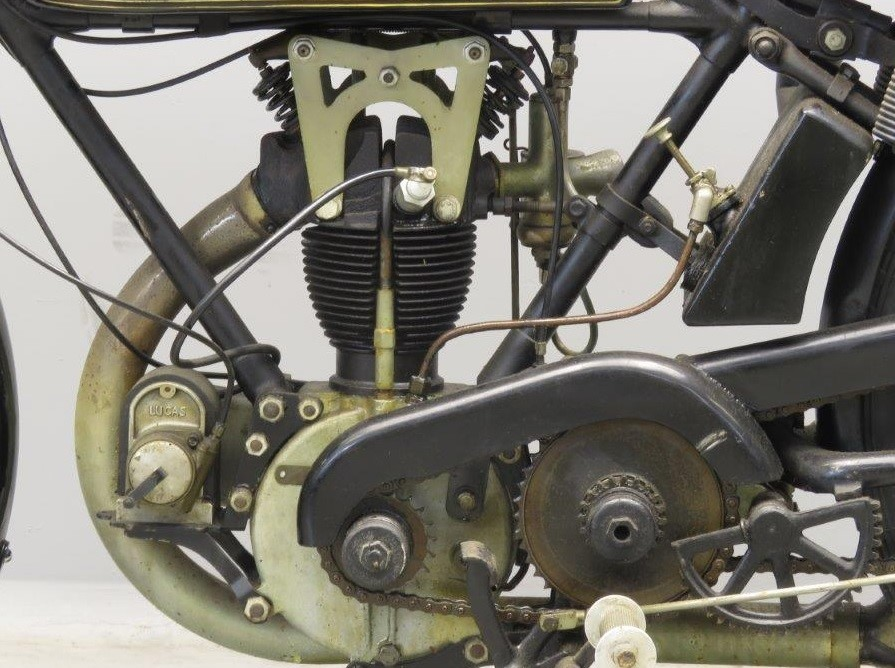
De cilinderkop werd met een beugel aan het carter bevestigd. Deze machine heeft de olie niet in een compartiment van de benzinetank, maar in een apart tankje waar ook de handpomp op zit. Dat was standaard niet zo. Om gewicht te sparen heeft de primaire transmissie alleen een kettingschermpje.
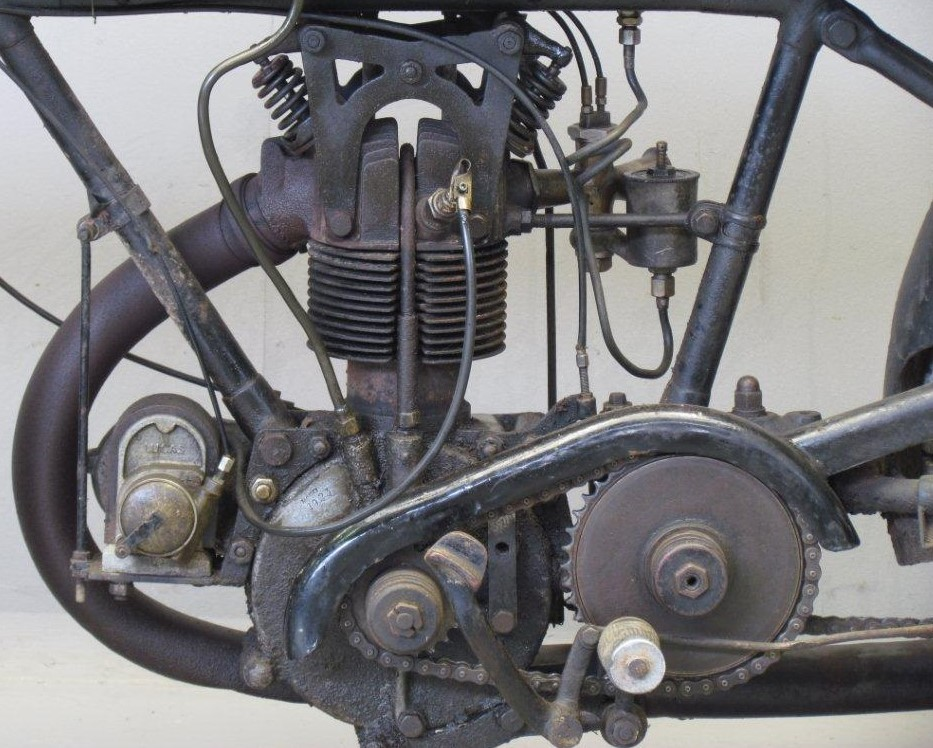
Er was veel gelijkenis met de TT-racer uit 1923.
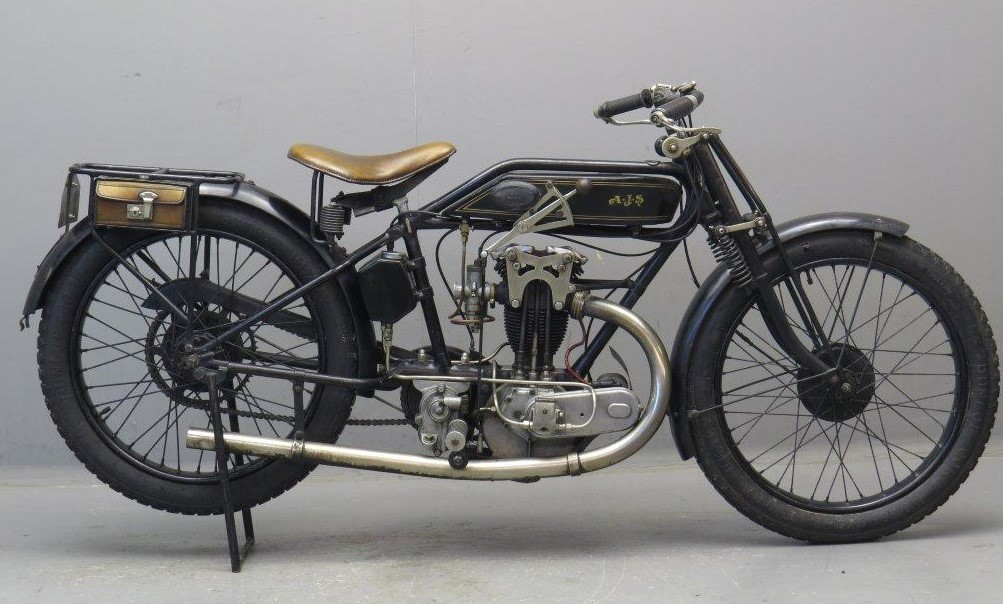
Model G6 uit 1926
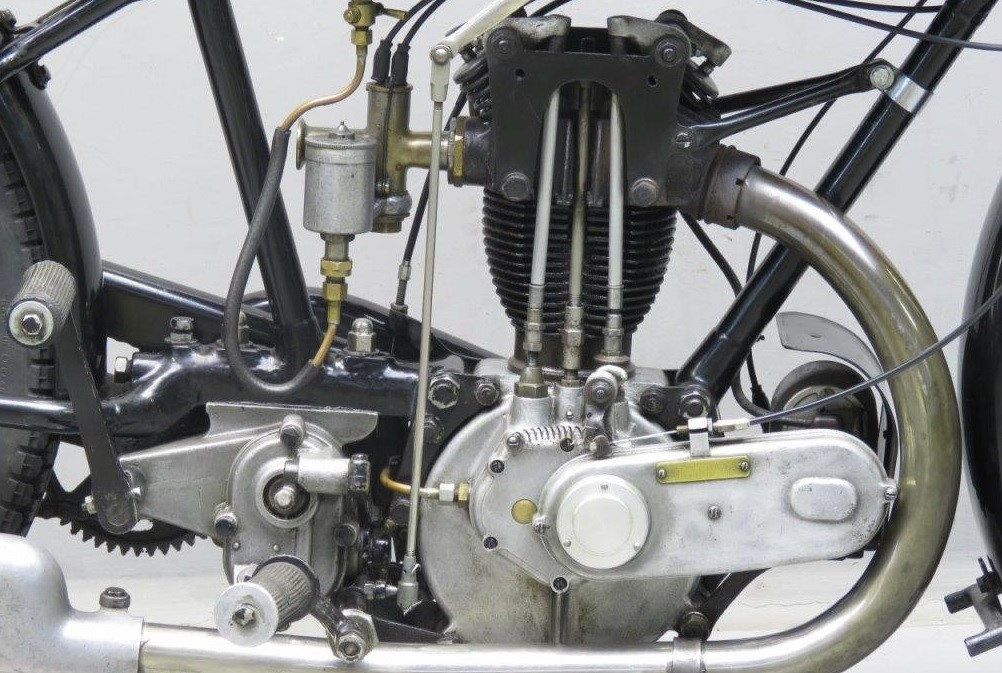
Drie toepassingen van het (optionele) oliepompje uit 1926: zonder pompje...
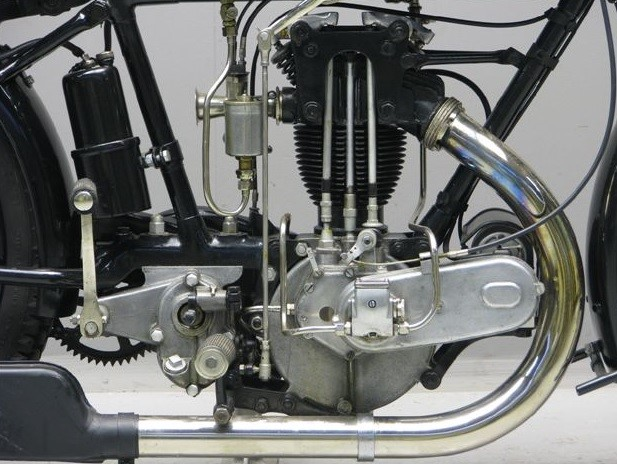
...het pompje als aanvulling op het handpompsysteem (de cilinder achter de framebuis is de carbidgenerator van de carbidverlichting)...
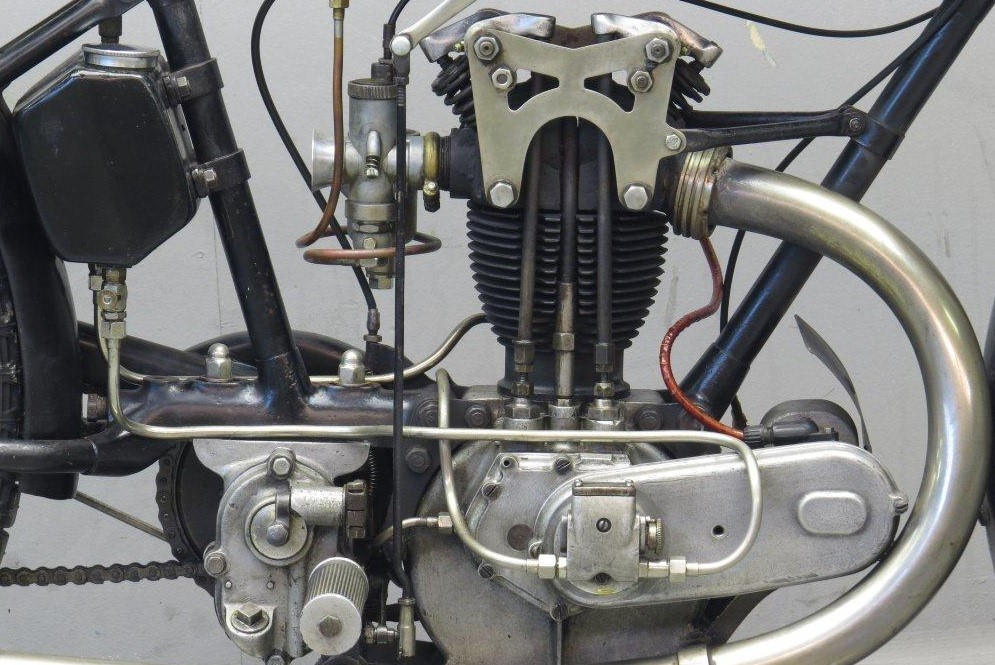
...het pompje als vervanging van de handpomp, met een extra olietank onder het zadel. Deze machine is als echte racer gebruikt, getuige het ontbreken van de kickstarter.
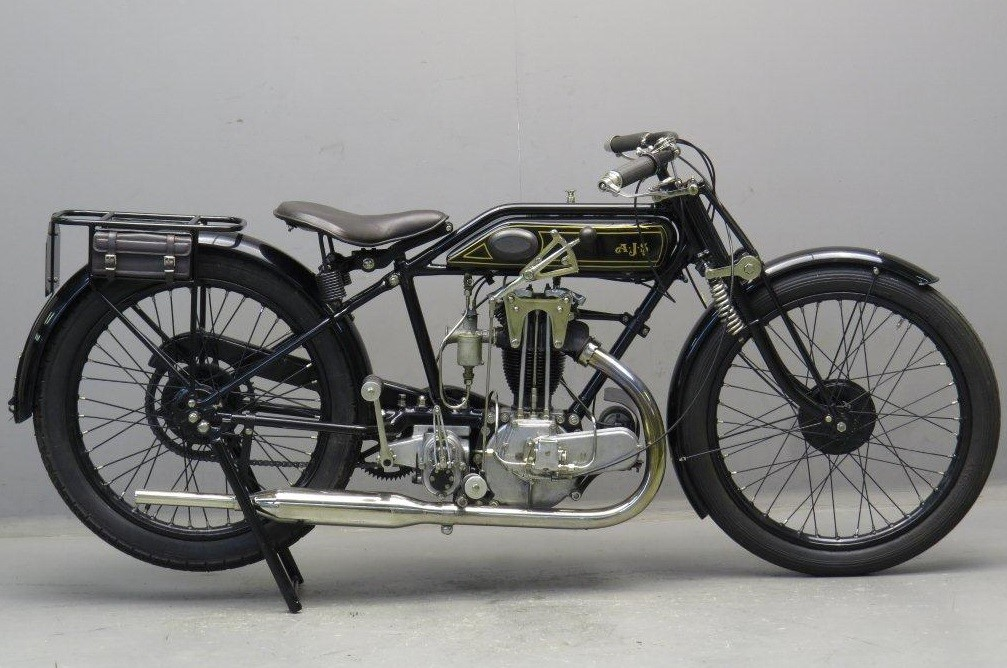
AJS Model H6 uit 1927.
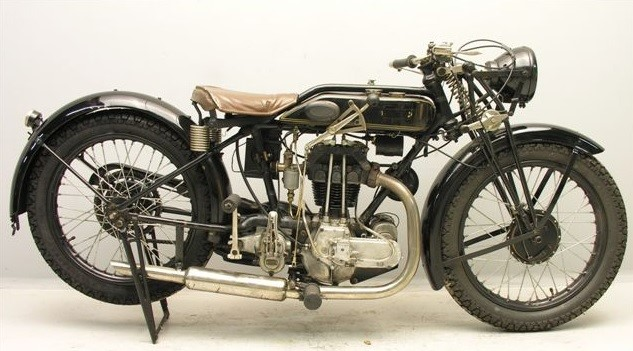
Bij het Model K6 uit 1928 is de beugel tussen de stoterstangen vervangen door cilinderkopbouten.
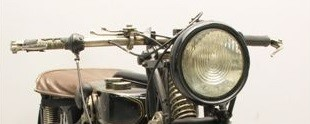
Vanaf 1928 kregen de machines een gashandvat.
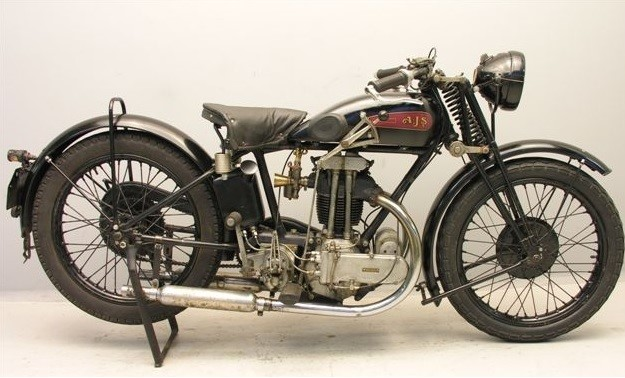
Van de 20 wijzigingen op het Model M6 in 1929 viel de zadeltank het meest op.

#### Technische gegevens jaren twintig
| AJS Model              | E6                           | G6                           | H6                                       | K6                                       | KR6                                      | M6                                       | MR6                                      |
| ---------------------- | ---------------------------- | ---------------------------- | ---------------------------------------- | ---------------------------------------- | ---------------------------------------- | ---------------------------------------- | ---------------------------------------- |
| Periode                | 1925                         | 1926                         | 1927                                     | 1928                                     | 1928                                     | 1929                                     | 1929                                     |
| Categorie              | clubmanracer                 | clubmanracer                 | clubmanracer                             | clubmanracer                             | Wegracer                                 | Clubmanracer                             | Wegracer                                 |
| Motortype              | Kopklepmotor (stoterstangen) | Kopklepmotor (stoterstangen) | Kopklepmotor (stoterstangen)             | Kopklepmotor (stoterstangen)             | Kopklepmotor (stoterstangen)             | Kopklepmotor (stoterstangen)             | Kopklepmotor (stoterstangen)             |
| Bouwwijze              | Staande eencilinder          | Staande eencilinder          | Staande eencilinder                      | Staande eencilinder                      | Staande eencilinder                      | Staande eencilinder                      | Staande eencilinder                      |
| Koeling                | Lucht                        | Lucht                        | Lucht                                    | Lucht                                    | Lucht                                    | Lucht                                    | Lucht                                    |
| Boring                 | 74 mm                        | 74 mm                        | 74 mm                                    | 74 mm                                    | 74 mm                                    | 74 mm                                    | 74 mm                                    |
| Slag                   | 81 mm                        | 81 mm                        | 81 mm                                    | 81 mm                                    | 81 mm                                    | 81 mm                                    | 81 mm                                    |
| Cilinderinhoud         | 348,4 cc                     | 348,4 cc                     | 348,4 cc                                 | 348,4 cc                                 | 348,4 cc                                 | 348,4 cc                                 | 348,4 cc                                 |
| Carburateur(s)         | Amac                         | Amac                         | Amal (vanaf 1928 met twist grip-control) | Amal (vanaf 1928 met twist grip-control) | Amal (vanaf 1928 met twist grip-control) | Amal (vanaf 1928 met twist grip-control) | Amal (vanaf 1928 met twist grip-control) |
| Smeersysteem           | Total loss met handpomp      | Total loss met handpomp      | Total loss met handpomp                  | Total loss met handpomp                  | Total loss met handpomp                  | Dry-sump                                 | Dry-sump                                 |
| Max. Vermogen          | 3½ pk                        | 3½ pk                        | 3½ pk                                    | 3½ pk                                    | 3½ pk                                    | 3½ pk                                    | 3½ pk                                    |
| Topsnelheid            | Ca. 115 km/uur               | Ca. 115 km/uur               | Ca. 115 km/uur                           | Ca. 115 km/uur                           | Onbekend                                 | Onbekend                                 | Onbekend                                 |
| Primaire aandrijving   | Ketting                      | Ketting                      | Ketting                                  | Ketting                                  | Ketting                                  | Ketting                                  | Ketting                                  |
| Koppeling              | Enkelvoudige droge plaat     | Enkelvoudige droge plaat     | Enkelvoudige droge plaat                 | Enkelvoudige droge plaat                 | Enkelvoudige droge plaat                 | Enkelvoudige droge plaat                 | Enkelvoudige droge plaat                 |
| Versnellingen          | 3 (Close ratio)              | 3 (Close ratio)              | 3 (Close ratio)                          | 3 (Close ratio)                          | 3 (Close ratio)                          | 3 (Close ratio)                          | 3 (Close ratio)                          |
| Secundaire aandrijving | Ketting                      | Ketting                      | Ketting                                  | Ketting                                  | Ketting                                  | Ketting                                  | Ketting                                  |
| Rijwielgedeelte        | Open brugframe               | Open brugframe               | Open brugframe                           | Open brugframe                           | Open brugframe                           | Open brugframe                           | Open brugframe                           |
| Voorvork               | Parallellogramvork           | Parallellogramvork           | Parallellogramvork                       | Parallellogramvork                       | Parallellogramvork                       | Parallellogramvork                       | Parallellogramvork                       |
| Achtervork             | Star                         | Star                         | Star                                     | Star                                     | Star                                     | Star                                     | Star                                     |
| Remmen                 | Trommelremmen                | Trommelremmen                | Trommelremmen                            | Trommelremmen                            | Trommelremmen                            | Trommelremmen                            | Trommelremmen                            |
| Droog gewicht          | Onbekend                     | Onbekend                     | Onbekend                                 | Onbekend                                 | Onbekend                                 | 124 kg                                   | Onbekend                                 |

## Jaren dertig
Eind 1930 besloten de aandeelhouders van AJS om het faillissement aan te vragen. De productie liep in 1931 nog relatief normaal door. Een aanbod op de motorfietstak van AJS (dat ook auto's, autobussen en radio's maakte) van BSA werd afgewezen, maar eind 1931 kocht Matchless AJS Motorcycles voor 20.000 pond. De productie werd onmiddellijk van Wolverhampton naar Woolwich verplaatst. In 1932 werd de AJS-modelaanduiding nog gebruikt, maar vanaf 1933 kwam ook voor de AJS-modellen de Matchless type-aanduiding met het jaartal gevolgd door het type. 

### Model 6-serie

#### Model R6 1930
In 1930 was de modellenlijn drastisch beperkt. Er waren nog maar drie 350cc-modellen: Het Model R4 als luxe sportieve zijklepper, het Model R5 als standaard-zijklepper, het Model R7 als wegracer en het Model R6 als sportieve kopklepper. Het Model R6 werd wel weer vernieuwd. De cilinder helde 30° voorover waardoor de nieuwe Lucas-Magdyno achter de cilinder kon worden geplaatst. De voorste framebuis liep nu ook parallel aan de cilinder. De machine had een sterker carter en sterkere vliegwielen. De aandrijfzijde van de krukas kreeg dubbele kogellagers. Ook het frame werd sterker. Door de toevoeging van twee schetsplaten die onder het blok en de versnellingsbak doorliepen ontstond een semi-dubbel wiegframe. Ook de voorvork en de remmen werden verbeterd en de machine kreeg een frictie-stuurdemper. Het uitlaatsysteem werd vervangen door Brooklands can-uitlaten aan beide zijden. De gekleurde tankflanken van het Model M6 waren niet in de smaak gevallen en verdwenen weer. De tank was weer zwart met gouden biezen. Omdat klanten soms wel en soms niet kozen voor een bagagedrager, was er nu een driehoekig gereedschapstasje tussen de buizen van het achterframe gemonteerd en de machine kreeg een middenbok, maar ook nog een voorwielstandaard.

#### Modellen S6 en SB6 1931
Vanwege het dreigende faillissement vonden er in 1931 slechts weinig veranderingen plaats. Wel werd de machine nu ook geleverd met een verchroomde tank met zwarte biezen. Het kostte 53 pond. Voor een verlichtingsset met instrumentenpaneel moest 9 pond en 10 shilling worden betaald. Opmerkelijk is dat de machine ook werd aangeboden als zijspantrekker. Het Model SB6 was geen racer, maar juist een spaarmodel. Het had nog de oude rechtop staande "big port"-cilinder en ook nog het oude open brugframe en kostte slechts 40 pond. 

#### Modellen T6 en TB6 1932
Het Model T6 uit 1932 was het eerste dat onder verantwoordelijkheid én in de fabriek van Matchless werd gebouwd. Er volgden meteen enkele verbeteringen. De voorvork kreeg een frictiedemper en de machine kreeg vier versnellingen. De primaire ketting kreeg een gesloten kettingkast en liep in een oliebad. Ze werd ook goedkoper en kostte slechts 50 pond. Het Model TB6 was nog steeds een spaarmodel dat 40 pond kostte. Het had nog steeds een big port-uitlaatpoort, maar kreeg wel de voorover hellende cilinder waardoor ook hier de ontstekingsmagneet naar de achterkant van de cilinder verhuisde. Ook kreeg het een wiegframe, maar het had nog steeds 3 versnellingen en de schokdemper op de voorvork ontbrak. De machine was zo licht mogelijk gebouwd om in een lagere belastingsklasse te vallen. Ze woog slechts 102 kg, maar klanten moesten als de machine voor de belasting werd gewogen de gereedschapstas met boordgereedschap verwijderen.

#### Modellen 33/6, 33/B6, 34/6, 34/B6 en 35/6 1933-1935
Vanaf 1933 begon Matchless met een nieuwe type-aanduiding. Het had zelf niet meer zo veel modellen in de aanbieding: De 1.000cc-V-twin Model X werd "Matchless Model 33/X3" en verder was er nog de nieuwe Matchless Silver Hawk, die Matchless Model 33/B Silver Hawk werd. Zo kregen ook de AJS-modellen de nieuwe aanduiding en het Model 6 werd AJS Model 33/6. Voor zover bekend waren er geen wijzigingen aangebracht. Ook het Model 33/B6 was gelijk aan het Model TB6 en dat bleef ook zo bij de Modellen 34/6 en 34/B6. In 1935 was alleen het Model 35/6 nog over. Er was geen spaarmodel meer. 

### Einde productie
Tot 1935 waren de AJS-modellen een waardevolle aanvulling op het Matchless-programma geweest, maar in 1935 bracht Matchless zelf het Matchless Model 35/D3 uit. Pas na de Tweede Wereldoorlog kwamen er 350cc-AJS-modellen, maar dit waren door badge-engineering verkregen Matchless-motorfietsen die een AJS-logo kregen en de AJS Model 16-serie vormden. 

#### Technische gegevens jaren dertig
| AJS Model              | R6                                     | S6                                     | SB6                                    | T6                                     | TB6                                    | 33/6                                   | 33/B6                                  | 34/6                                   | 34/B6                                  | 35/6                                   |
| ---------------------- | -------------------------------------- | -------------------------------------- | -------------------------------------- | -------------------------------------- | -------------------------------------- | -------------------------------------- | -------------------------------------- | -------------------------------------- | -------------------------------------- | -------------------------------------- |
| Periode                | 1930                                   | 1931                                   | 1931                                   | 1932                                   | 1932                                   | 1933                                   | 1933                                   | 1934                                   | 1934                                   | 1935                                   |
| Categorie              | Clubmanracer                           | Clubmanracer                           | Clubmanracer                           | Clubmanracer                           | Clubmanracer                           | Clubmanracer                           | Clubmanracer                           | Clubmanracer                           | Clubmanracer                           | Clubmanracer                           |
| Motortype              | Kopklepmotor (stoterstangen)           | Kopklepmotor (stoterstangen)           | Kopklepmotor (stoterstangen)           | Kopklepmotor (stoterstangen)           | Kopklepmotor (stoterstangen)           | Kopklepmotor (stoterstangen)           | Kopklepmotor (stoterstangen)           | Kopklepmotor (stoterstangen)           | Kopklepmotor (stoterstangen)           | Kopklepmotor (stoterstangen)           |
| Bouwwijze              | Staande eencilinder                    | Staande eencilinder                    | Staande eencilinder                    | Staande eencilinder                    | Staande eencilinder                    | Staande eencilinder                    | Staande eencilinder                    | Staande eencilinder                    | Staande eencilinder                    | Staande eencilinder                    |
| Koeling                | Lucht                                  | Lucht                                  | Lucht                                  | Lucht                                  | Lucht                                  | Lucht                                  | Lucht                                  | Lucht                                  | Lucht                                  | Lucht                                  |
| Boring                 | 74 mm                                  | 74 mm                                  | 74 mm                                  | 74 mm                                  | 74 mm                                  | 74 mm                                  | 74 mm                                  | 74 mm                                  | 74 mm                                  | 74 mm                                  |
| Slag                   | 81 mm                                  | 81 mm                                  | 81 mm                                  | 81 mm                                  | 81 mm                                  | 81 mm                                  | 81 mm                                  | 81 mm                                  | 81 mm                                  | 81 mm                                  |
| Cilinderinhoud         | 348,4 cc                               | 348,4 cc                               | 348,4 cc                               | 348,4 cc                               | 348,4 cc                               | 348,4 cc                               | 348,4 cc                               | 348,4 cc                               | 348,4 cc                               | 348,4 cc                               |
| Carburateur(s)         | Amal concentric met twist grip-control | Amal concentric met twist grip-control | Amal concentric met twist grip-control | Amal concentric met twist grip-control | Amal concentric met twist grip-control | Amal concentric met twist grip-control | Amal concentric met twist grip-control | Amal concentric met twist grip-control | Amal concentric met twist grip-control | Amal concentric met twist grip-control |
| Smeersysteem           | Dry-sump                               | Dry-sump                               | Dry-sump                               | Dry-sump                               | Dry-sump                               | Dry-sump                               | Dry-sump                               | Dry-sump                               | Dry-sump                               | Dry-sump                               |
| Max. Vermogen          | 3½ pk                                  | 3½ pk                                  | 3½ pk                                  | 3½ pk                                  | 3½ pk                                  | 3½ pk                                  | 3½ pk                                  | 3½ pk                                  | 3½ pk                                  | 3½ pk                                  |
| Primaire aandrijving   | Ketting                                | Ketting                                | Ketting                                | Ketting                                | Ketting                                | Ketting                                | Ketting                                | Ketting                                | Ketting                                | Ketting                                |
| Koppeling              | Meervoudige droge plaat                | Meervoudige droge plaat                | Meervoudige droge plaat                | Meervoudige droge plaat                | Meervoudige droge plaat                | Meervoudige droge plaat                | Meervoudige droge plaat                | Meervoudige droge plaat                | Meervoudige droge plaat                | Meervoudige droge plaat                |
| Versnellingen          | 3                                      | 3                                      | 3                                      | 4                                      | 3                                      | 4                                      | 3                                      | 4                                      | 3                                      | 4                                      |
| Secundaire aandrijving | Ketting                                | Ketting                                | Ketting                                | Ketting                                | Ketting                                | Ketting                                | Ketting                                | Ketting                                | Ketting                                | Ketting                                |
| Rijwielgedeelte        | Wiegframe                              | Wiegframe                              | Open brugframe                         | Wiegframe                              | Wiegframe                              | Wiegframe                              | Wiegframe                              | Wiegframe                              | Wiegframe                              | Wiegframe                              |
| Voorvork               | Parallellogramvork                     | Parallellogramvork                     | Parallellogramvork                     | Parallellogramvork                     | Parallellogramvork                     | Parallellogramvork                     | Parallellogramvork                     | Parallellogramvork                     | Parallellogramvork                     | Parallellogramvork                     |
| Achtervork             | Star                                   | Star                                   | Star                                   | Star                                   | Star                                   | Star                                   | Star                                   | Star                                   | Star                                   | Star                                   |
| Remmen                 | Trommelremmen                          | Trommelremmen                          | Trommelremmen                          | Trommelremmen                          | Trommelremmen                          | Trommelremmen                          | Trommelremmen                          | Trommelremmen                          | Trommelremmen                          | Trommelremmen                          |
| Tankinhoud             | 9 liter                                | 9 liter                                | 9 liter                                | 9 liter                                | 9 liter                                | 9 liter                                | 9 liter                                | 9 liter                                | 9 liter                                | 9 liter                                |
| Droog gewicht          | 132 kg                                 | 132 kg                                 | Onbekend                               | Onbekend                               | 102 kg                                 | Onbekend                               | 102 kg                                 | Onbekend                               | 102 kg                                 | Onbekend                               |